# Maya Shoef
Maya Shoef (hebräisch מאיה שואף; * 1. Mai 1988 in Tel Aviv) ist eine israelische Schauspielerin.

## Leben und Karriere
Shoef wurde am 1. Mai 1988 in Tel Aviv geboren. In ihrer Jugend war sie Mitglied der Tzofei Tel Aviv.
2008 trat sie in der israelischen Version des High School Musicals auf. Außerdem bekam sie 2009 in der Serie Alex Pros and Cons eine Hauptrolle. Von 2009 bis 2012 war Shoef in Split zu sehen. 2013 schloss sie ihr Schauspielstudium am Stella Adler Studio of Acting ab. Unter anderem spielte sie 2014 in Dead for a second mit. 2017 trat Shoef in Kadabra auf.

## Privatleben
2011 zog sie nach New York, um an der Stella Adler School of Acting Schauspiel zu studieren, und kehrte 2013 nach Israel zurück. 
Shoef ist mit dem Sänger Loren Peled verheiratet und lebt mit ihm im Moschaw Magshim.

## Filmografie
Filme
- 2014: The Sirens

Serien
- 2009: Alex Pros and Cons
- 2009–2012: Split
- 2013: Galis
- 2014: Dead for a second
- 2017: Kadabra